# Telchar
Telchar es un personaje ficticio que pertenece al legendarium creado por el escritor británico J. R. R. Tolkien y que aparece mencionado en sus novelas El Silmarillion, Los hijos de Húrin y El Señor de los Anillos. Es un enano natural del reino de Nogrod, conocido por ser un renombrado herrero y alabado como el mejor forjador de armas y armaduras de su raza. Tuvo como maestro a Gamil Zirak el Viejo.
Este personaje no participa activamente en ninguno de los relatos de J. R. R. Tolkien, sino que es mencionado por su maestría y por la realización de armas como la daga Angrist, la espada Narsil, el Yelmo de Hador o buena parte de la armería del rey Thingol de Doriath.